# Gabrielle Daleman
Gabrielle (Gabby) Daleman (Toronto, 13 januari 1998) is een Canadees kunstschaatsster. Daleman nam in 2014 deel aan de Olympische Winterspelen in Sotsji, waar ze als zeventiende eindigde bij de vrouwen.

## Biografie
Daleman was vier jaar oud toen ze begon met kunstschaatsen. In eerste instantie weigerde de kleuter het ijs op te gaan: ze ging zitten en huilen. Maar toen ze eenmaal schaatste, was ze niet meer te stoppen. Op haar achtste zag Daleman kunstschaatsster Joannie Rochette in actie bij de Olympische Winterspelen in Turijn. Ze wist gelijk dat ze ook ooit aan de Olympische Spelen wilde meedoen. Haar jongere broer Zachary is eveneens een kunstschaatser. Hij werd in 2015 elfde op de nationale juniorenkampioenschappen.
Gabrielle Daleman, in 2012 nationaal jeugdkampioene, nam deel aan de WK junioren van 2013 en werd er zesde. Nadat ze in januari 2014 voor het tweede jaar op rij de zilveren medaille won bij de nationale kampioenschappen voor senioren, werd ze in het olympisch team opgenomen. Op de Olympische Winterspelen in Sotsji eindigde ze als zeventiende bij de vrouwen. Door blessures en medische ingrepen bleef haar echte doorbraak lang uit, maar in 2017 won ze individueel zowel brons bij de WK als zilver bij de 4CK.

## Belangrijke resultaten
| Kampioenschap                | 11/12 | 12/13  | 13/14         | 14/15         | 15/16         | 16/17         | 17/18         | 18/19         | 19/20         |
| ---------------------------- | ----- | ------ | ------------- | ------------- | ------------- | ------------- | ------------- | ------------- | ------------- |
| Olympische Spelen            |       |        | 17e           |               |               |               | 15e · (team)  |               |               |
| Wereldkampioenschap          |       |        | 13e           | 21e           | 9e            | Brons         | 7e            | 11e           |               |
| Viercontinentenkampioenschap |       |        |               | 7e            | t.z.t.        | Zilver        |               |               |               |
| Nationaal kampioenschap      |       | Zilver | Zilver        | Goud          | Zilver        | Zilver        | Goud          | 5e            | 8e            |
| WK junioren                  |       | 6e     | geen deelname | geen deelname | geen deelname | geen deelname | geen deelname | geen deelname | geen deelname |
| NK junioren                  | Goud  |        | geen deelname | geen deelname | geen deelname | geen deelname | geen deelname | geen deelname | geen deelname |

t.z.t. = trok zich terug
2014: Pljoesjtsjenko, Lipnitskaja, Volosozjar/Trankov, Stolbova/Klimov, Bobrova/Solovjov, Ilinych/Katsalapov ·
2018: Chan, Osmond, Daleman, Duhamel/Radford, Virtue/Moir ·
2022: Chen, Zhou, Chen, Knierim/Frazier, Hubbell/Donohue, Chock/Bates